# Gary Burrell
Gary L. Burrell (Stilwell, 24 agosto 1937 – Kansas City, 12 giugno 2019) è stato un imprenditore, ingegnere elettrico, miliardario e filantropo statunitense, cofondatore, con Min Kao, e presidente emerito della Garmin, e produttore dei popolari dispositivi GPS.

## Biografia
Gary Burrell nacque nel 1937 nella Contea di Johnson, Kansas. Si laureò in ingegneria elettrica presso la Wichita State University e ottenne un master presso il Rensselaer Polytechnic Institute.

## Carriera
Burrell lavorò per Lowrance Electronics e King Radio Corporation. All'inizio degli anni '80 passò alla Allied Signal.
Nel 1989, insieme al partner Min Kao, Burrell fondò Garmin per realizzare dispositivi di navigazione per l'aviazione e la nautica utilizzando il Global Positioning System. Il loro ufficio originale era costituito da due sedie pieghevoli e un tavolo da gioco. Alcuni militari statunitensi utilizzarono il GPS Garmin durante la prima guerra del Golfo, anche se Garmin non ha mai avuto un contratto militare. Successivamente, la tecnologia fu ampliata per il mercato statunitense, fornendo indicazioni stradali su tutte le strade e le autostrade degli Stati Uniti.
Secondo Forbes, diventò un miliardario nel 2014 con un patrimonio stimato in 1,8 miliardi di dollari.
Diventato presidente emerito della società, nel 2016 trasferì gran parte delle sue azioni alla moglie e al figlio Jonathan.
Morì il 12 giugno 2019, all'età di 81 anni, per complicazioni del morbo di Parkinson.

## Vita privata
Burrell era sposato ed ebbe tre figli. Risiedeva a Spring Hill, Kansas.

## Filantropia
Burrell è stato un donatore significativo della Indian Creek Community Church di Olathe, Kansas.